# Браззавильская и Габонская митрополия
Браззави́льская и Габо́нская митропо́лия (греч. Ιερά Επισκοπή Μπραζαβίλ και Γκαμπόν) — епархия Александрийской православной церкви на территории Габона и Республики Конго, двух бывших французских колоний.

## История
Первым проповедником православия в Республике Конго стал Флорибер Чизибу (Floribert Tchizibou), прибывший в 1983 году в Браззавиль. В 1985 году Митрополит Аккрский Ириней (Таламбекос) совершил первый визит в Браззавиль, в ходе которого крестил шестьдесят пять верующих. В 1988 году он рукоположил в сан священника Флорибера Чизибу.
В 1991 году власти Республики Конго официально признали православную общину в стране.
В 1994 году митрополит Камерунский Петр (Папапетру) рукоположил первых клириков из числа уроженцев Республики Конго — Бернара Диафуку (Bernard Diafouka) и Максима Умбу (Maxime Oumba).
В 1995 году Патриарх Парфений III переподчинил территорию Республики Конго Центральноафриканской митрополии.
Браззавильская и Габонская епископия с кафедрой в Браззавиле учреждена 7 октября 2010 года решением Священного Синода Александрийского Патриархата на территории Республики Конго (столица Браззавиль) и Габона с выделением их из состава Центральноафриканской митрополии. На новоучреждённую епархию не был сразу назначен правящий архиерей и в течение двух лет ею управлял архимандрит Феолог (Хрисанфакопулос).
В Браззавиле, столице Республики Конго, к тому моменту развивалась православная миссия. Однако главное православное ядро страны находилось в большом городе Пуэнт-Нуар, где архимандрит Феолог, опираясь на священников из числа местных жителей — Максима Умбы и Димитрия Отомбы, развивал значительную духовную, миссионерскую и гуманитарную деятельность. Действовал большой миссионерский центр, который включал в себя офисы, общежития, залы для проведения совещаний и катехизации, а также радиостанцию. Была построена церковь Вознесения Господня, завершалось строительство Церкви во имя Димитрия Мироточивого. В Долизи действовали церковь во имя святой Ирины и церковь во имя святителя Николая, а также детский дом и начальная школа. В города Нкаи было завершено строительство Церкви Преображения Господня. В Габоне также действовали православные общины.
9 января 2016 года был получен документ об официальной государственной регистрации православной структуры на территории Габона.
24 октября 2017 года Браззавильская и Габонская епископия возведена в ранг митрополии.

## Епископы
- Феолог (Хрисанфакопулос) (октябрь 2010 — декабрь 2012) в/у, архимандрит, патриарший эпитроп
- Пантелеимон (Арафимос) (2 декабря 2012 — 12 января 2022)
- Косма (Таситис) (24 ноября 2022 — 15 февраля 2024) в/у, епископ Константианский, патриарший эпитроп
- Феодор (Дридакис) (с 15 февраля 2024)